# Bakteriosztatikus szer
A mikrobiológiában a bakteriosztatikus azt a hatást jelenti, amellyel a baktériumok sejtosztódását állítjuk le valamilyen antibakteriális szerrel vagy citosztatikummal. Az antibakteriális szerek éppen a szer bakteriosztatikus vagy baktericid hatása alapján oszthatók két csoportba.
A bakteriosztatikus szerek képesek felfüggeszteni vagy teljesen blokkolni a baktériumot sejtciklusának valamely fázisában. Tehát vagy véglegesen megakasztják egy fázisban, vagy hosszabb időre G0 fázisban állítják le.
Ezért bakteriosztatikus fertőtlenítő eljárások (például bőrön használt szappanok) használatakor a baktériumok vegetatív formái nem pusztulnak el, csak fejlődésük, szaporodásuk gátolt; a hatás megszűnésekor a baktériumok újra kezdenek szaporodni. Az ennél drasztikusabb hatás elérése érdekében alkalmaznak baktericid szereket.

## Fiziológiás példák
- Az emberi nyálban nagy mennyiségben jelenlévő és fontos védekező szerepet betöltő lizozim enzim, mely a baktériumok sejtfalát bontja el, bakteriosztatikus hatást fejt ki.

## Antibiotikumok
- A szulfonamidok a folsav szintézis gátlásával bakteriosztatikus hatást érnek el.